# Carlos Pérez Anadón
Carlos Pérez Anadón (Fuentes de Ebro, 17 de octubre de 1957) es un político español. Hasta el 12 de agosto de 2023, fue consejero de Hacienda y Administración Pública del Gobierno de Aragón.

## Biografía
En su actividad institucional ha sido Primer Teniente de Alcalde del Ayuntamiento de Fuentes de Ebro (Zaragoza) de 1983 a 1988; Vicepresidente en la Diputación Provincial de Zaragoza y Portavoz del Grupo Socialista en la misma, hasta 1988; y Presidente de la Institución Fernando el Católico.
En 1988 fue nombrado delegado de la Comunidad Autónoma de Aragón y gobernador civil de Zaragoza, cargos que ocupó hasta 1993, cuando pasó a ser director general de Política Interior. En 1994 es nombrado presidente de la Confederación Hidrográfica del Ebro, cargo que ocupó hasta junio de 1996.
Durante veinte años, desde 1999 hasta el año 2019 ha sido concejal del Ayuntamiento de Zaragoza por el PSOE, habiendo ostentando varios cargos en el mismo y en otras instituciones:
- 1999 a 2003: Vicepresidente de la Junta de Gobierno del Canal Imperial de Aragón, Diputado Provincial y Portavoz del Grupo Socialista.

- 2003 a 2007: Teniente de Alcalde, Portavoz del Grupo Municipal Socialista, Delegado del Área de Presidencia, Concejal Secretario de la Junta de Gobierno Local, Delegado de la Policía Local, Presidente de la Terminal Marítima de Zaragoza (TMZ) y Vicepresidente de Mercazaragoza.

- 2007 a 2011: Consejero de Urbanismo, Infraestructuras, Equipamientos y Vivienda.

- 2011 a 2015: Consejero de Urbanismo, Infraestructuras, Equipamientos y Vivienda y Segundo Teniente de Alcalde y concejal Delegado de la Policía Local.

El 6 de octubre de 2014 fue nombrado el candidato del PSOE a la Alcaldía de Zaragoza tras un proceso de Primarias en las que fue el único candidato que consiguió recoger los avales necesarios para concurrir al proceso.
En las elecciones municipales del 24 de mayo de 2015 celebradas en la capital aragonesa, el PSOE fue la tercera fuerza más votada con 60.746 votos (18,65%) y seis concejales, perdiendo cuatro respecto a las anterior cita electoral de 2011 y consiguiendo su segundo peor resultado en Zaragoza tras el de 1995 con Emilio Comín como candidato a la alcaldía. Como ocurrió hace cuatro años, el PSOE sólo fue el partido más votado en el barrio de Las Fuentes, pero estuvo a punto de perder esa condición ya que sólo venció por un margen de 350 votos respecto a Zaragoza en Común.
El 11 de junio, el candidato del Partido Popular a la alcaldía de Zaragoza y vencedor de las elecciones, Eloy Suárez le ofreció un acuerdo «sin límites» y la alcaldía de la ciudad a cambio de un gobierno de coalición entre el PP y el PSOE los cuales sumarían la mayoría absoluta en el Consistorio de la capital. Pero esta propuesta fue rechazada por Pérez Anadón y dos días después su partido, CHA y Zaragoza en Común votaban a favor de la investidura de Pedro Santisteve (ZeC) como nuevo alcalde de la ciudad de Zaragoza.
El 7 de agosto de 2019 tomaba posesión del cargo de Consejero de Hacienda y Administración Pública del Gobierno de Aragón presidido por el socialista Javier Lambán en su segundo mandato.

### Miembro de la ejecutiva del PSOE
Fue miembro de la Comisión Ejecutiva Federal del PSOE. El 28 de septiembre de 2016, dimitió junto a otros dieciséis miembros de la misma, con objeto de provocar la caída de Pedro Sánchez como secretario general del PSOE.